# Niceforo di Alessandria
Papa Niceforo (in greco Νικηφόρος; ... – aprile 1645), è stato papa e patriarca greco-ortodosso di Alessandria e di tutta l'Africa tra il 1639 e il 1645.
Qualificato come grande teologo, fu consacrato patriarca il 29 maggio 1639 a Costantinopoli.
Durante il suo patriarcato, si acuirono le tensioni con le gerarchie della Chiesa del Sinai, i cui esponenti continuavano a officiare cerimonie alla Dipendenza del Sinai del Cairo, senza il permesso del Patriarca di Alessandria. Mentre Niceforo era in Moldavia, ottennero il permesso dal patriarca ecumenico Partenio, che in seguito fu costretto a ritrattarlo a causa delle proteste di Niceroforo e dell'intervento del governatore della Moldavia Basilio.
Morì improvvisamente nell'aprile 1645.